# Lehnswappen
Lehnswappen, auch Lehnwappen genannt, waren die im Feudalismus geführten Familienwappen, wenn das zu ihnen gehörende Land als Lehn erteilt worden war. Es wurde in der Regel solange geführt, wie der Vasall und seine lehnsfähigen Nachkommen das Lehn innehatten. Starb eine Familie aus, fiel das Wappen zurück an den Lehnsherrn und konnte zusammen mit dem Lehnsgut neu vergeben werden.
Wappenlehen (lat. feudum insignium) war das von dem Lehnsherrn seinen Vasallen verliehene Recht, ein bestimmtes Wappen zu führen. Während des deutschen Reichsverbandes waren diese Lehen, wenn sie vom Kaiser verliehen wurden, unmittelbare oder Reichslehn, ansonsten mittelbare oder landsässige Wappenlehen. Sie gingen in der Regel auf die gesetzlichen Nachkommen des ersten Erwerbers über und erloschen mit dem Letzten des Stammes, dem das Geschlechtswappen zerbrochen mit in den Sarg gegeben wurde. Nur wenn durch besondere Disposition des Lehnsherrn auch die anderen Lehenserben für sukzessionsfähig in das Wappen erklärt worden waren, gelangten diese dazu. Die Wappen erloschener Geschlechter verlieh der Lehensherr oft anderweitig. Beim Wappenlehen ist die gegenseitige Treue das Charakteristische der Lehensqualität.
Lehnsgegenstand konnten nicht nur Liegenschaften, sondern auch Hoheitsrechte (Regalien) sein. Die Belehnung mit der Blutgerichtsbarkeit konnte im Regalienfeld des Wappens, überwiegend im Schildfuß als lediges rotes Feld, dargestellt werden. 
Das Lehnswappen wurde vom Reichsherold im Mannbuch oder Lehnbuch dokumentiert. Diese Verzeichnisse zeigen neben anderen Eintragungen die entsprechenden Wappen, so beispielsweise das Lehenbuch des Bistumes Speyer, das im Jahr 1465 entstand und auf 261 Seiten 72 handgemalte Wappen der Lehensträger des Bistumes zeigt. 